# 2004年アテネオリンピックのドミニカ共和国選手団
2004年アテネオリンピックのドミニカ共和国選手団（2004ねんアテネオリンピックのドミニカせんしゅだん）は、2004年8月13日から8月29日にかけてギリシャの首都アテネで開催された2004年アテネオリンピックのドミニカ共和国選手団、およびその競技結果。

## 概要
今大会は金メダル1個、合計1個のメダルを獲得した。
陸上男子400mハードルでフェリックス・サンチェスが金メダルを獲得し、ドミニカ共和国にオリンピック初の金メダルをもたらした。

## メダル
| メダル | 選手名                   | 競技 | 種目             |
| ------ | ------------------------ | ---- | ---------------- |
| 金     | フェリックス・サンチェス | 陸上 | 男子400mハードル |